# U+ TV
U+ TV(이전 myLGtv)는 LG유플러스의 IPTV 서비스이다. 다음과 제휴하여 검색서비스를 제공하고 있다. VOD 중심의 TV-Portal 서비스만을 제공해오다가 2009년 1월 1일에 국내에서 두 번째로 서울과 수도권에서 실시간방송을 시작하였다. 이후, 2010년 7월 1일 통합LG텔레콤이 LG U+로 사명 변경과 동시에 myLGtv도 U+ TV로 현재의 브랜드 이름으로 변경되었다. 가입자는 2014년 11월 기준 190만 명으로 IPTV 업계 중 3위다.
2014년 11월 11일 LG U+의 불법행위로 인해 고객센터 직원이 자살하는 사건이 일어나기도 했다.

## 주요 상품
U+ TV에서 제공하는 주요 방송 서비스는 다음과 같다.
- U+ TV 라이트 - 실시간방송과 주문형 비디오 서비스 및 양방향 서비스
- U+ TV HD플러스 - HD방송 채널이 라이트에 비해 많음
- U+ TV 프리미엄 - 라이트 채널, HD플러스 채널과 프리미엄 채널 4개와 주문형 비디오 서비스 및 양방향 서비스
- U+ TV 이코노미 - 선택형 실시간 방송
- U+ TV VOD - 주문형 비디오 서비스 및 양방향 서비스
- U+ TV G - 구글 TV를 결합한 IPTV.
- U+ TV G 4k UHD - 4개의 코어와 초고화질(UHD)를 장착한 IPTV
- U+ TV G 우퍼 - 기존 4k 초고화질과 서라운드 입체 음향 스마트사운드 스피커바를 장착한 IPTV
- U+ PC TV - LG전자가 제조한 일체형PC와 IPTV를 결합한 PC형 IPTV

## 연혁
- 2007년 12월 : myLGtv 론칭
- 2009년 1월 : 실시간방송 시작
- 2010년 7월 : IPTV 브랜드를 U+ TV로 변경
- 2021년 11월 12일 디즈니+와의 제휴 개시

## 콘텐츠
9개 콘텐츠(VoD) 카테고리
지상파방송 5사 (KBS,EBS,MBC,OBS,SBS), 중국영화, 한국영화, 해외영화, 키즈/교육, 문화/다큐, 건강/레져, UCC
부가 서비스
게임, 노래방, myPC(PC공유), 검색, 홈채널(CUG), 웹서핑, 위젯

## 채널
- 채널목록

## 대한민국의 다른 IPTV 서비스
- KT - 지니 TV
- SK브로드밴드 - B TV